# Солонинка Василь Якович
Васи́ль Я́кович Солони́нка  (20 жовтня 1912, с. Довжанка Тернопільського повіту Австро-Угорщини (нині Тернопільського району Тернопільської області — 25 вересня 1990, Торонто, Канада) — український громадсько-політичний діяч, редактор, публіцист. Чоловік М. Рудої-Солонинки. Шевченківська медаль КУК (1977).

## Життєпис
Закінчив гімназію в м. Рогатин (нині Івано-Франківської області). Студіював в університетах: право — у м. Львів, політичні науки — в містах Ґрац (1945) та Інсбрук (1946—1948, обидва — Австрія).
Від 1929 року учнем гімназії почав підпільну працю в ОУН, згодом — член її теренового і Головного Проводу; кілька разів Василя Солонинку арештовувала поліція; засуджений за поляків у 1934 році на восьмирічне ув'язнення як політичний в'язень. Зі звільненням у травні 1939 стає членом розвідкової групи бандерівської фракції ОУН. Від 1939 проживав у містах Тарнів, Краків (обидва — Польща), де також діяльний в ОУН. Від кінця червня 1941 — у м. Львів; восени цього ж року гестапо заарештувало С.; ув'язнений до травня 1943; потім жив у Австрії. Від 1948 — в Канаді, де у м. Монреаль — співорганізатор Ліги визволення України та Спілки української молоді.
Після переїзду до Торонто працював у редакції газети «Гомін України» (1954—1979 — головний редактор). Член Головної управи і багаторічний голова місцевого відділу Ліги визволення України, від 1975 — почесний член. Співініціатор відновлення (1970) Спілку українських журналістів Канади, голова її управи; член Екзекутиви Асоціації діячів української культури (1972—1973), Екзекутиви Клубу етнічної преси (провінція Онтаріо) та Екзекутиви Торонтського відділу КУК.
Автор публікацій у пресі.